# If I Ruled the World (Imagine That)
If I Ruled the World (Imagine That) is een nummer van de Amerikaanse rapper Nas en zangeres Lauryn Hill uit 1996. Het is de eerste single van Nas' tweede studioalbum It Was Written "If I Ruled the World" is gebaseerd op een nummer met dezelfde naam van rapper Kurtis Blow uit 1985, en bevat ook een sample van het nummer "Friends" van rapgroep Whodini.
Het nummer werd in een aantal landen een (bescheiden) hit. In de Amerikaanse Billboard Hot 100 had het nummer niet zoveel succes met een 53e positie. In de Nederlandse Top 40 haalde het nummer de 9e positie, en in de Vlaamse Ultratop 50 de 21e.